# Політична філософія
Політи́чна філосо́фія — розділ філософії, який досліджує політичну спільноту; вивчає такі теми як свобода, справедливість, право, закон і дотримання правових кодексів владою.
Найменший досліджуваний елемент політичної філософії — політична дія. Політична дія спрямована на благо або на збереження чи досягнення політичного блага. Вона має підґрунтям думку про стан речей. Політична філософія займається пошуком блага (гаразду). Життя в політичній спільноті — це благо. Філософ знає про потреби суспільства, законодавець їх ретранслює в закони, а політик — діє, задля їх досягнення.
Політична філософія історично була пов'язана з пошуками надійного знання про політичні явища. Пізніше, ближче до нашого часу, її стала більше цікавити історія ідей. Нині з нею суперничає, а в деяких випадках і витісняє її, емпірична теорія, яка шукає свої основи не в розумі, логіці чи інтуїції, а в науково верифікованих пропозиціях. Однак політична філософія зберігає важливу роль в сучасній політології.
Основні напрями в сучасній політичній філософії: лібералізм, комунітаризм, фемінізм, неомарксизм, неогегельянство, постмодернізм, республіканізм. Основні концепції: свободи, справедливості, рівності, влади, легітимності, насильства, політичного дискурсу, політичного спілкування та інші.

## Антична політична філософія
- Політична філософія Платона

- Політична філософія Аристотеля

- Політична філософія Цицерона

## Політична філософія в Середні віки
- Політична філософія Аврелія Августина

"Про місто Боже" Августина
- Політична філософія Томи Аквінського

- Політична філософія Данте Аліг'єрі

## Модерна політична філософія
- Політична філософія Томаса Гобса

"Левіафан" Т.Гобса
- Політична філософія Джеймса Гаррінтона

"Держава Океанія" Д.Гаррінгтона
- Політична філософія Джона Лока

"Два трактати про врядування" Д.Лока
- Політична філософія Бенедикта Спінози

"Богословсько-політичний трактат Б.Спінози "Політичний трактат" Б.Спінози
- Політична філософія Шарля Луї де Монтеск'є

"Про дух законів" Ш.Монтеск'є
- Політична філософія Бернарда Мандевіля

- Політична філософія Ж.-Ж.Русо

"Про суспільний договір" Ж -Ж.Русо
- Політична філософія в Північній Америці

- Політична філософія Ґ.В.Ф.Гегеля

- Політична філософія Карла Маркса

## Сучасна політична філософія
- Політична філософія Джона Роулза

- Політична філософія Чарльза Тейлора